# Farmersville (Illinois)
Farmersville is een plaats (village) in de Amerikaanse staat Illinois, en valt bestuurlijk gezien onder Montgomery County.

## Demografie
Bij de volkstelling in 2000 werd het aantal inwoners vastgesteld op 768. In 2006 is het aantal inwoners door het United States Census Bureau geschat op 765, een daling van 3 (-0,4%).

## Geografie
Volgens het United States Census Bureau beslaat de plaats een oppervlakte van 2,6 km², geheel bestaande uit land. Farmersville ligt op ongeveer 268 m boven zeeniveau.

## Plaatsen in de nabije omgeving
De onderstaande figuur toont nabijgelegen plaatsen in een straal van 16 km rond Farmersville.